# Pikran olovnatý
Pikran olovnatý (též pikrát olovnatý) Pb(C6H2(NO2)3O)2 je jemný žlutohnědý až červenohnědý prášek, nerozpustný ve vodě. Teplota vzbuchu je kolem 248 °C. Svými vlastnostmi se stejně jako ostatní pikráty kovů řadí mezi třaskaviny. Je citlivý na náraz a zážeh. Citlivost na tření vykazuje menší než tetrazen. Je citlivý na zážeh a poměrně málo brizantní. Má sklon k elektrizaci při tření krystalů o sebe či o výrobní zařízení. Je stabilní i při zvýšené teplotě.

## Toxicita
Pikran olovnatý je jako nitrosloučenina a olovnatá sůl toxický a zdraví škodlivý. Silně dráždí sliznici nosohltanu a velmi účinně barví pokožku.